# شرکت ورزشی و تفریحی کرونکی
شرکت ورزشی و تفریحی کرونکی، (به انگلیسی: Kroenke Sports & Entertainment) یک شرکت هلدینگ ورزشی و سرگرمی آمریکایی مستقر در دنور، کلرادو است. این مجموعه در سال ۱۹۹۹ توسط استن کرونکی تأسیس شد و بعداً به شرکت ورزشی و تفریحی کرونکی تغییر نام داد. این شرکت مالکیت ۹ باشگاه از جمله باشگاه آرسنال، دنور ناگتس، کلورادو رپیدز و لس آنجلس رمز را در اختیار دارد. همچنین این مجموعه مالکیت ۴ استادیوم ورزشی، ۴ کانال تلویزیونی، یک کانال تلویزیونی اینترنتی و ۱۹ مجله را در اختیار دارد و در ۴ ایستگاه رادیویی فعالیت می‌کنند. مقر اصلی شرکت در پپسی سنتر شهر دنور قرار دارد.